# Colonia J. David Tellitud
Colonia J. David Tellitud är en ort i Mexiko.   Den ligger i kommunen Huetamo och delstaten Michoacán de Ocampo, i den södra delen av landet, 230 km väster om huvudstaden Mexico City. Colonia J. David Tellitud ligger 204 meter över havet och antalet invånare är 312.
Terrängen runt Colonia J. David Tellitud är kuperad västerut, men österut är den platt. Runt Colonia J. David Tellitud är det glesbefolkat, med 11 invånare per kvadratkilometer. Närmaste större samhälle är Zirándaro, 11,3 km öster om Colonia J. David Tellitud. I omgivningarna runt Colonia J. David Tellitud växer huvudsakligen savannskog.